# Vila Nova (Praia da Vitória)
Vila Nova ist eine portugiesische Gemeinde (Freguesia) im Kreis (Município) Praia da Vitória auf der Azoren-Insel Terceira. In ihr leben 1513 Einwohner (Stand 19. April 2021).